# My Louisiana Sky
My Louisiana Sky är en amerikansk TV-film från 2001, baserad på den prisbelönta romanen med samma namn av Kimberly Willis Holt. Filmen är regisserad av Adam Arkin och sändes första gången på Showtime. Den utspelar sig på den amerikanska landsbygden under 1950-talet och är känd för att skildra teman som familj, acceptans och personlig utveckling.

## Handling
Filmen följer 12-åriga Tiger Ann Parker, en flicka som växer upp i den lilla staden Saitter, Louisiana. Tiger kämpar med att förstå sin plats i livet eftersom hennes föräldrar är intellektuellt funktionsnedsatta och hon oroar sig för vad andra tycker om hennes familj. När Tiger får möjlighet att flytta till Baton Rouge för att bo med sin sofistikerade moster Dorie Kay, ställs hon inför ett svårt val: att stanna hos sin familj eller söka en ny framtid.

## Rollista (i urval)
- Kelsey Keel som Tiger Ann Parker
- Shirley Knight som Granny (fick en Emmy-nominering för rollen)
- Amelia Campbell som Jewel Parker (Tigers mamma)
- Chris Owens som Lonnie Parker (Tigers pappa)
- Michael Seater som Jesse Wade Thompson (Tigers vän)

## Produktion
Filmen spelades in i Toronto, Kanada, och producerades för television. Den hyllades för sin känsliga behandling av svåra ämnen och för Kelsey Keels prestation i huvudrollen.

## Mottagande
My Louisiana Sky belönades med flera priser, inklusive en Emmy för Outstanding Children’s Program, och nominerades till ytterligare utmärkelser för regi och skådespelarinsatser.